# Socket C32
Le socket C32 est un socket CPU LGA à force d'insertion nulle conçu par AMD pour ses processeurs de serveurs Opteron série 4000 à un ou deux processeurs. C’est le successeur du socket AM3 pour les serveurs à un seul CPU et le successeur du socket F pour les serveurs à double CPU bas de gamme (les serveurs à double CPU haut de gamme utiliseront le socket G34). Le socket C32 prend en charge deux canaux DDR3 SDRAM. Il est basé sur le Socket F et utilise un socket LGA similaire à 1207 broches, mais n’est pas physiquement ou électriquement compatible avec le Socket F en raison de l’utilisation de la DDR3 au lieu de la DDR2 utilisée par les plates-formes Socket F.
Le socket C32 a été lancé le 23 juin 2010 dans le cadre de la plate-forme "Saint-Marin" avec les processeurs Opteron 4100 « Lisbon » à quatre et six cœurs.
Le socket C32 prend également en charge les Opterons « Valencia » à six et huit cœurs basés sur Bulldozer introduits en novembre 2011.
Le socket C32 et son contemporain socket G34 ont été remplacés en 2017 par le socket SP3 pour les serveurs à un ou deux processeurs, prenant en charge les processeurs Epyc basés sur Zen, les successeurs de toutes les familles de processeurs Opteron.